# Essai de métaphysique eschatologique
Essai de métaphysique eschatologique. Acte créateur et objectivation est le dernier ouvrage du philosophe russe Nicolas Berdiaev, considéré comme le plus accompli. Il est d'abord publié en français à Paris en 1946.
Berdiaev y présente les principales thèses de sa vision métaphysique du monde. Les questions abordées y sont examinées non pas d'un point de vue ontologique, comme c'est traditionnellement le cas en métaphysique, mais à la lumière de l'eschatologie, c'est-à-dire de la fin du monde.
Bien qu'il soit publié en russe dès 1947, ce n'est qu'à partir de 1995 que l'essai de Berdiaev est édité en Russie, l'ensemble de son œuvre ayant été censuré par le régime soviétique.

## Nécessité d'une métaphysique eschatologique
Pour Berdiaev, c'est seulement à la lumière d'une expérience spirituelle intérieure anticipant la fin du monde que peut être constituée une véritable métaphysique. C'est pourquoi, précisant le sens de son essai, il le définit comme un travail d'interprétation de la fin du monde relevant à la fois d'une approche gnoséologique (concernant la connaissance) et d'une approche métaphysique (concernant le réel), autrement dit, comme une gnoséologie et une métaphysique eschatologiques. D'après Berdiaev, l'histoire de la philosophie est restée jusqu'ici étrangère à une interprétation de ce genre, car l'eschatologie est demeurée inféodée à la théologie dogmatique dont elle n'a pas même pu constituer le fil directeur.
La philosophie ayant pour fin, non de refléter la réalité, mais d'en découvrir le sens, Berdiaev estime que toute démarche philosophique doit entreprendre un éclairage eschatologique sur les questions existentielles.

## Critique de l'objectivation
Le monde objectif est, aux yeux de Berdiaev, un monde illusoire, sans consistance (acosmisme), et la raison, qui a tendance à tout convertir en objet, prive l'homme de sa dimension existentielle. Par suite de la blessure qui lui a été infligée dès son entrée au monde par le péché originel, entraînant ainsi sa chute, l'homme se trouve asservi aux conditions de l'espace, du temps et de la causalité. Il subit ainsi l'aliénation venue du dehors, l'extériorisation, autrement dit, l'objectivation,. Celle-ci provoque une rupture entre l'objet et le sujet, et l'individualité étrangère à la répétition se voit absorbée dans l'universel, l'« indifférent », subissant par là même la domination de la nécessité et la répression de la liberté.
Au processus d'objectivation entendu comme mouvement orienté vers le dehors, Berdiaev oppose l'insurrection spirituelle, « l'expressivité » artistique et l'acte créateur entendus comme mouvements intérieurs au sujet. Il souligne la haute valeur de la critique faite par Martin Heidegger de la tendance à réduire l'individu à la moyenne, à le niveler sous le règne de la médiocrité, à le diluer dans la culture de masse (le Man ou le « On » chez Heidegger). Mais contrairement à lui, sa vision du monde est non pas nostalgique et pessimiste mais prospective et optimiste. Le monde pour Berdiaev trouve son sens dans la fin de l'être objectif, dans la victoire de l'homme sur l'objectivation.

## Anti-ontologie et philosophie de la liberté
Berdiaev rejette dans son essai toutes les tentatives faites par les philosophes d'édifier une ontologie, car celle-ci demeure prise dans les mailles de la rationalisation et de l'objectivation. S'opposant par là à Heidegger comme à Hegel, c'est pour lui dans la liberté que l'être lui-même prend sa source. Berdiaev partage sur ce point les vues de Jacob Böhme, mystique allemand du XVIIe siècle pour qui la liberté précède l'être en ce qu'elle provient de « l'abîme » (Abgrund) qui est « néant », œil insondable en même temps que « volonté sans fond », désir sans orientation prédéterminée. Le néant et la liberté sont antérieurs à Dieu et en dehors de Dieu, ils constituent en quelque sorte le « matériau de construction » dont Dieu se sert pour créer le monde et l'homme.
L'idée d'une liberté plongeant ses racines dans le néant est ce qui donne à Berdiaev le moyen de résoudre le problème de la création et de l'émergence de la nouveauté. L'acte créateur fait apparaître ce qui n'existait pas encore dans le monde par une création libre à partir de rien, alors que l'être, asservi à l'objectivation, est privé de la possibilité d'une véritable création et n'est capable que de redistribuer ce qui fait la matière du passé.